# Sergej Nevski
Sergej Arsenjevitsj Nevski (Russisch: Сергей Арсеньевич Невский) (Gouvernement Tver, 24 september 1908 - Sint-Petersburg, 2 juli 1938) was een Russisch botanicus en orchideeënonderzoeker. Ondanks zijn korte levensduur heeft hij een belangrijke bijdrage geleverd aan de botanische kennis. Gespecialiseerd in de grassenfamilie (Poaceae) zorgde Nevski voor een herindeling van de meeste geslachten en beschrijving van de soorten, en het creëren van nieuw geslachten.